# Rimavské Janovce
Rimavské Janovce (slowakisch 1927–1948 „Jánošovce“ – bis 1927 „Janošovce“; ungarisch Jánosi) ist eine Gemeinde in der Süd-Mitte der Slowakei, mit 1495 Einwohnern (Stand 31. Dezember 2024) und liegt im Okres Rimavská Sobota, einem Kreis des Banskobystrický kraj.

## Geographie

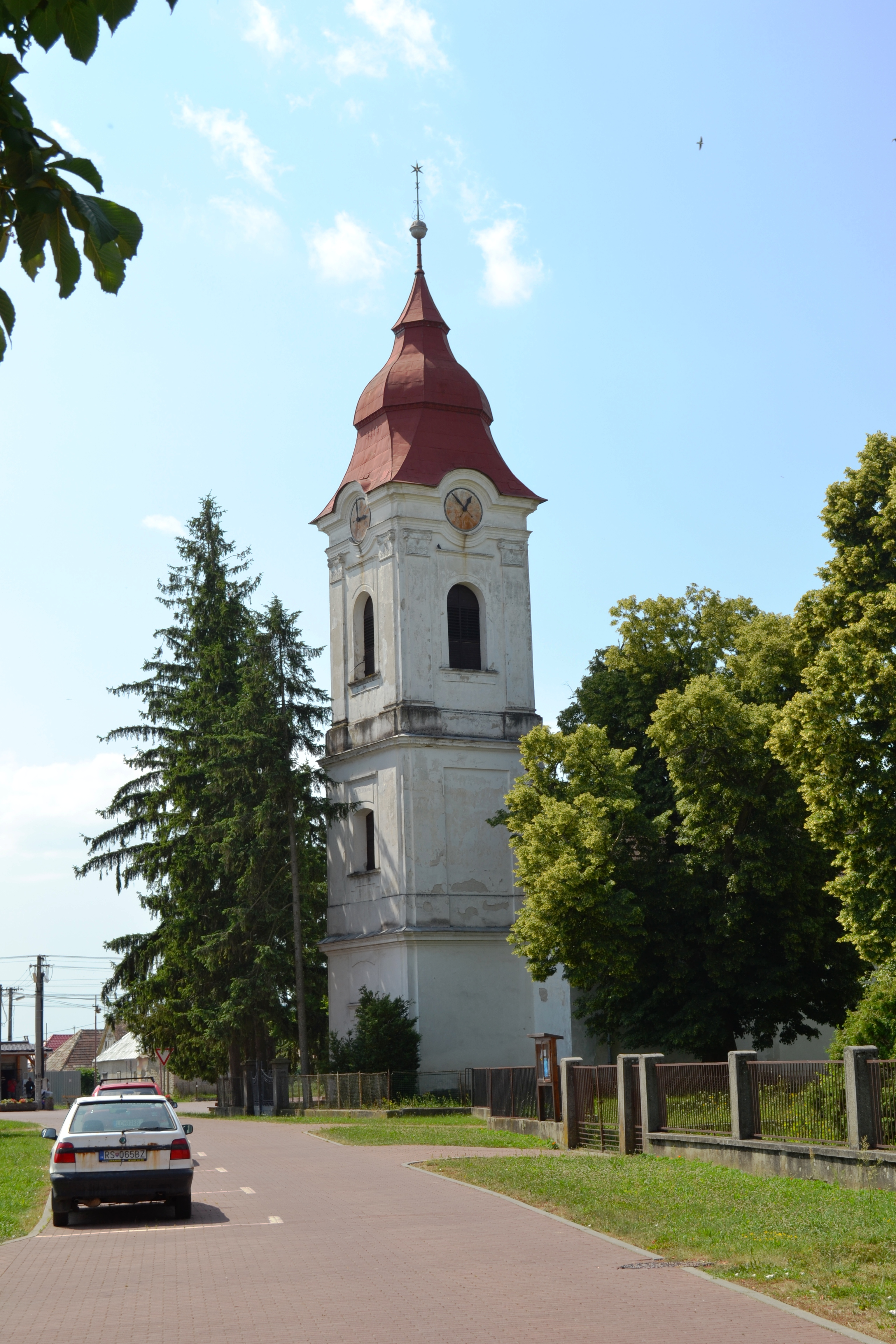
Kirche in Rimavské Janovce

Die Gemeinde liegt im Kessel Juhoslovenská kotlina (wörtlich Südslowakischer Kessel), Untereinheit Rimavská kotlina am Fluss Rimava, der den Ort in einem Halbkreis westlich umgeht. Die Stadt Rimavská Sobota befindet sich sechs Kilometer nördlich des Ortszentrums.

## Geschichte
Der Ort Rimavské Janovce wurde zum ersten Mal 1221 als Janus schriftlich erwähnt. Die Siedlung war ein Gut einer Benediktiner-Abtei, die zur Zeit der Reformation unterging; 1427 sind hier 33 Porta verzeichnet. Danach gehörte der Ort zu verschiedenen Grundbesitzern. 1837 hatte der Ort 1276 Einwohner, die überwiegend mit Landwirtschaft und Tabakanbau beschäftigt waren.

## Bevölkerung
| Jahr                | 1994 | 2004    | 2014    | 2024     |
| ------------------- | ---- | ------- | ------- | -------- |
| Anzahl der Personen | 1196 | 1236    | 1356    | 1495     |
| Unterschied         |      | +3,34 % | +9,70 % | +10,25 % |

| Jahr                | 2023 | 2024    |
| ------------------- | ---- | ------- |
| Anzahl der Personen | 1456 | 1495    |
| Unterschied         |      | +2,67 % |

Ergebnisse nach der Volkszählung 2001 (1207 Einwohner):
| Nach Ethnie: - 52,86 % Slowaken - 41,34 % Magyaren - 5,22 % Roma - 0,33 % Tschechen | Nach Religion: - 65,62 % römisch-katholisch - 8,53 % konfessionslos - 7,37 % evangelisch - 3,73 % keine Angabe |

## Bauwerke
- romanische römisch-katholische Kirche aus dem 12. Jahrhundert
- gotische reformierte Kirche
- fünf Herrschaftssitze der ehemaligen Grundbesitzer